# Премия имени Н. Н. Миклухо-Маклая
Премия имени Н. Н. Миклухо-Маклая — награда Академии наук СССР (ныне Российской академии наук), присуждаемая «за большой вклад в изучение проблем этнологии и антропологии» (до 1993 года — «проблем этнографии и антропологии»). Учреждена в 1948 году и тогда же присуждена сразу двум исследователям, затем не вручалась, с 1960 года присуждается каждые три года. В 1993 году воссоздана как награда Российской академии наук. Названа в честь русского путешественника и этнографа Николая Николаевича Миклухо-Маклая.

## Лауреаты премии
СССР
- 1948 — доктора исторических наук М. О. Косвен «за работу „Матриархат (история проблемы)“» и Н. Н. Чебоксаров «за работу „Северные китайцы и их соседи (исследование по этнической антропологии Восточной Азии)“»
- 1960 — доктор исторических наук М. Г. Левин «за работу „Этническая антропология и проблемы этногенеза народов Дальнего Востока“»
- 1963 — доктор географических наук С. И. Брук и доктор исторических наук В. И. Козлов «за научные исследования в области общей этнографии, завершенные работой „Численность и расселение народов мира“»
- 1966 — доктора исторических наук Н. Н. Чебоксаров, Г. Г. Стратанович и Р. Ф. Итс «за работу „Народы Восточной Азии“»
- 1969 — доктор исторических наук С. А. Токарев «за книгу „История русской этнографии“»
- 1972 — доктор исторических наук Д. Д. Тумаркин «за книгу „Гавайский народ и американские колонизаторы“, издание 1971 года»
- 1975 — академик Ю. В. Бромлей «за книгу „Этнос и этнография“»
- 1978 — доктор исторических наук В. Р. Кабо «за книги „Прохождение и ранняя история аборигенов Австралии“ и „Тасманийцы и тасманийская проблема“»
- 1981 — доктор исторических наук И. К. Фёдорова «за работу „Мифы, предания и легенды острова Пасхи“»
- 1984 — доктор исторических наук П. И. Пучков «за книги: „Население Океании. Этнографический обзор“, „Формирование населения Меланезии“, „Этническая ситуация в Океании“»
- 1987 — доктор исторических наук Н. А. Бутинов «за серию работ: „Папуасы Новой Гвинеи“, „Полинезийцы островов Тувалу“, „Социальная организация полинезийцев“»
- 1990 — доктор исторических наук Э. О. Берзин «за серию работ: „Юго-Восточная Азия и экспансия Запада в XVII-начале XVIII веков“, „Юго-Восточная Азия в XIII—XVI веках“»

Российская Федерация
- 1993 — доктор исторических наук Г. М. Афанасьева «за монографию „Традиционная система воспроизводства нганасан. Проблема репродукции обособленных популяций“»
- 1996 — доктор филологических наук Б. Н. Путилов «за монографию „Песни южных морей“, „Миф-обряд-песня Новой Гвинеи“, „Николай Николаевич Миклухо-Маклай: Страницы биографии“, „Героический эпос и действительность“, „Фольклор и народная культура“»
- 1999 — доктор исторических наук З. П. Соколова «за работы: „Социальная организация хантов и манси в XVIII—XIX вв. Проблемы фратрии и рода“, „Эндогамный ареал и этническая группа“, „Жилище народов Сибири (опыт типологии)“, „Животные в религиях“»
- 2002 — академик Т. И. Алексеева и доктор исторических наук Н. О. Бадер «за коллективную монографию „Homo Sungirensis: Верхнепалеолитический человек: экологические и эволюционные аспекты исследования“»
- 2005 — доктор исторических наук М. Б. Медникова «за монографию „Трепанация у древних народов Евразии“»
- 2008 — доктор исторических наук С. И. Вайнштейн «за серию историко-этнографических работ „Тувинцы-тоджинцы: историко-этнографические очерки“, „Историческая этнография тувинцев: проблемы кочевого хозяйства“, „История народного искусства Тувы“, „Мир кочевников центра Азии“, „Загадочная Тува: экспедиция в центре Азии“ (на немецком языке)»
- 2011 — член-корреспондент РАН С. А. Арутюнов «за монографию „Культуры, традиции и их развитие и взаимодействие“»
- 2014 — доктор исторических наук М. Н. Губогло «за цикл работ по культурной антропологии и этнополитической истории гагаузов: „Языки этнической мобилизации“, „Именем языка: очерки этнокультурной и этнополитической истории гагаузов“, „Антропология повседневности“, „Может ли двуглавый орел летать с одним крылом?“, „Страсти по доверию. Опыт этнополитического исследования референдума в Гагаузии“»
- 2020 — доктор исторических и филологических наук А. А. Бурыкин и доктор исторических наук В. А. Попов «за цикл научных работ по антропологии родства»
- 2023 — член-корреспондент РАН Д. М. Бондаренко «за монографию „Постколониальные нации в историко-культурном контексте“»